# Andyrossia
Andyrossia é um gênero extinto de vespa que viveu durante o período Cretáceo Superior, no sul da Inglaterra. Contém somente uma espécie, Andyrossia joyceae. O seu nome foi cunhado pela primeira vez por Rasnitsyn e Jarzembowski em 1998 como Arossia; mais tarde, eles perceberam que este seria uma homonímia para um subgênero de Cirripedia contendo Concavus panamensis, e então o nome foi substituído por Andyrossia em 2000.